# 茜妮星
茜妮星（332 Siri）是一颗围绕太阳公转的小行星。1892年3月19日，马克斯·沃夫在海德堡王座山天文台描述了此天體。
該小行星以一位名字叫茜妮（Siri = 斯堪的納維亞語美麗的意思）的人命名。
这颗小行星的绝对星等为9.7等。

## 相关條目
- 小行星列表/10001-11000

## 外部連結
- Asteroid Lightcurve Database (LCDB) （页面存档备份，存于）, query form (info （页面存档备份，存于）)
- Dictionary of Minor Planet Names, Google books
- Discovery Circumstances: Numbered Minor Planets (10001)-(15000) （页面存档备份，存于） – Minor Planet Center
- 茜妮星 at AstDyS-2, Asteroids—Dynamic Site
  - Ephemeris · Observation prediction · Orbital info · Proper elements · Observational info
- NASA JPL小天體瀏覽器上的茜妮星

| 前一小行星： 小行星331 | 小行星列表 | 後一小行星： 小行星333 |